# 9055 Edvardsson
A 9055 Edvardsson (ideiglenes jelöléssel 1992 DP8) a Naprendszer kisbolygóövében található aszteroida. Az UESAC projekt keretében fedezték fel 1992. február 29-én.